# کشتی بومون
کشتی بومون (به انگلیسی: French ship Beaumont) یک کشتی است.